# William Cowper-Temple (1er baron Mount Temple)
William Francis Cowper-Temple, 1er baron Mount Temple (13 décembre 1811-16 octobre 1888), connu comme William Cowper-Temple entre 1869 et 1880, est un homme d'État libéral britannique.

## Jeunesse et éducation
Né à Brocket Hall, Hertfordshire, Cowper est le deuxième fils de Peter Cowper, 5e comte Cowper et d'Emily Lamb, fille de Peniston Lamb (1er vicomte Melbourne) (comme sa mère avait plusieurs amants, il y a un doute sur sa vraie paternité). Il est le frère cadet de George Cowper (6e comte Cowper) et le neveu du Premier ministre Lord Melbourne. Son père est décédé en 1837 et en 1839, sa mère épouse un autre premier ministre, Lord Palmerston, qui devient le beau-père de Cowper. Il fait ses études au Collège d'Eton. Après être entré dans la Royal Horse Guards en 1830, il est promu capitaine cinq ans plus tard, atteignant finalement le grade de major en 1852.

## Carrière politique
En 1835, Cowper est élu député libéral de Hertford, un siège qu'il occupe pendant les trente-trois années suivantes, et devient secrétaire particulier de son oncle, le Premier ministre Lord Melbourne. Il est nommé valet en attente en 1837 et, en 1841, sert pendant trois mois comme lord du Trésor sous Melbourne, ne reprenant ses fonctions que cinq ans plus tard en tant que lord de l'Amirauté lorsque les Whigs reviennent au pouvoir sous Lord John Russell. Il occupe de nouveau ce poste sous Lord Aberdeen de 1852 à 1855, et au cours de la dernière année, il est nommé sous-secrétaire d'État au ministère de l'Intérieur par son beau-père Lord Palmerston lorsqu'il devient Premier ministre. En août de la même année, il est nommé président du Board of Health et admis au Conseil privé. Quatre ans plus tard, il devient vice-président du Board of Trade et Paymaster General, ne servant qu'un an avant que Palmerston ne le nomme premier commissaire des travaux .
En 1866, à la chute du gouvernement de Lord Russell, Cowper quitte définitivement ses fonctions. Deux ans plus tard, il est réélu au Parlement pour le Hampshire Sud et occupe ce siège jusqu'en 1880.
Cowper-Temple est impliqué dans la loi sur l'éducation de 1870 qui met en place des Board Schools (écoles primaires publiques, gérées par des commissions scolaires locales élues) dans toute l'Angleterre. Il est responsable de la clause Cowper-Temple, un amendement qui devient l'article 14 de la Loi. Afin de surmonter les inquiétudes des non-conformistes à propos de l'enseignement de la doctrine anglicane à leurs enfants, la clause propose que l'enseignement religieux dans les nouvelles écoles publiques soit non confessionnel, ce qui signifie en pratique l'apprentissage de la Bible et de quelques hymnes. L'article 7 de la loi donne également aux parents le droit de retirer leurs enfants de toute instruction religieuse dispensée dans les écoles du conseil et de retirer leurs enfants à ce moment ou à d'autres moments pour assister à toute autre instruction religieuse de leur choix.
Lorsque sa mère meurt en 1869, il hérite d'un certain nombre de domaines par le testament de son beau-père, et prend cette année-là sous licence royale le nom de famille supplémentaire de Temple. Les propriétés comprennent un domaine de 10 000 acres sur la péninsule de Slaghagh Mullaghmore avec le château Classiebawn inachevé, commandé par son beau-père, qu'il achève en 1874. En 1880, il est élevé à la pairie en tant que baron Mount Temple, de Mount Temple dans le Comté de Sligo. Il s'agit d'une renaissance du titre junior détenu par les vicomtes Palmerston, qui a disparu avec la vicomté à la mort de son beau-père en 1865.
Outre sa carrière politique, Lord Mount Temple organise des conférences œcuméniques à Broadlands. George MacDonald est l'un des orateurs réguliers.

## Vie privée
Lord Mount Temple se marie deux fois. Il épouse tout d'abord Harriet Alicia, fille de Daniel Gurney, en 1843. Après sa mort prématurée la même année, il épouse en secondes noces, en 1848, Georgina Tollemache, fille de l'amiral John Richard Delap Tollemache, et une sœur de John Tollemache (1er baron Tollemache). Les deux mariages sont sans enfant. Il est décédé le 16 octobre 1888, à l'âge de 76 ans, à son domicile de Broadlands, Hampshire, et est enterré à Romsey à proximité. Sa pairie s'est éteinte à sa mort. Lady Mount Temple est décédée en octobre 1901, à l'âge de 79 ans.
Ses domaines sont passés à son neveu, Evelyn Ashley le deuxième fils d'Anthony Ashley-Cooper (7e comte de Shaftesbury).